# 1945年7月9日の日食

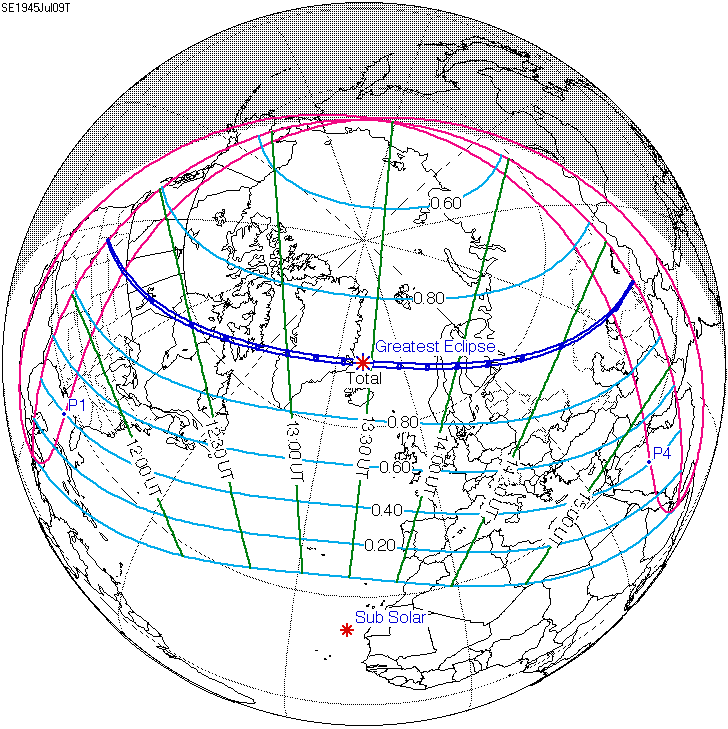

1945年7月9日の日食は、1945年7月9日に観測された日食である。アメリカ、カナダ、グリーンランド、ノルウェー、スウェーデン、フィンランド、ソ連で皆既日食が観測され、北アメリカのほとんど、ヨーロッパの全部、アジア西部、アフリカ北部で部分日食が観測された。

## 通過した地域
皆既帯が通過した、皆既日食が見えた地域はアメリカのアイダホ州とモンタナ州、カナダのサスカチュワン州南東部・マニトバ州南部・オンタリオ州北端の小さい部分・ケベック州北端・ノースウェスト準州（現在ヌナブト準州に属する）チャールズ島全島とバフィン島南部、デンマーク領グリーンランド、ノルウェーのヌールラン県南部、スウェーデン北部、フィンランド、ソ連（現在のロシア西部、カザフスタン、ウズベキスタン北東端、キルギス北西部）だった。
また、皆既日食が見えなくても、部分日食が見えた地域は北アメリカのほとんど（アラスカ準州（現在アメリカのアラスカ州）南西部、アメリカのカリフォルニア州南西部沿岸、メキシコのバハ・カリフォルニア半島と南西部沿岸、パナマ地峡、大アンティル諸島東部、小アンティル諸島を除く）、ヨーロッパ全部、北アフリカ中北部、東アフリカ北部、西アジア、イギリス領インド北西部（現在パキスタンのほとんど（南東端を除く）とインドの北西部国境地帯）、中国北西部国境地帯、モンゴル西部、ソ連の大部分（南東部を除く）（現在ロシアの大部分と他の構成共和国の全ての領土）だった。ソ連北東端の白夜のある一部の地域では、深夜0時をまたいで7月9日から7月10日まで、または完全に7月10日に部分日食が見えた。

## 観測
アメリカプリンストン大学の観測隊はモンタナ州マルタの南東で皆既日食を観測した。現地では皆既食の始まりの前後に太陽がちょうど雲の隙間に入り、皆既食の段階は雲に影響されず、しかし雲が徐々に太陽に接近し、皆既食の終わりの後の部分食で太陽を覆った。現地でベイリー・ビーズ、紅炎、シャドーバンドを見た人はいない。フィラデルフィアのフランクリン研究所とペンシルベニア大学の観測隊はカナダのサスカチュワン州ウーズレーで観測した。現地で日が出た前には晴れで、ただ地平線付近に薄い雲があり、日が出た後太陽は雲の切れ間を通過し、その後ずっと晴れだった。観測は成功だった。ヤーキス天文台の観測隊はカナダマニトバ州南西部のパインリバー（Pine River）で観測した。現地の皆既日食は朝にあり、日の出の時東の空は雲に覆われ、皆既食の始まりの25分前に太陽が雲から出たが、約30分後空一面が雲に覆われた。現地の皆既日食は37秒しかなく、データを充実に記録するため、観測隊は小さいサイズと大きいサイズのコロナの写真を同時に撮影し、外層と內層コロナ両方の特徴について研究した。この皆既日食が第二次世界大戦ヨーロッパ戦場の終戦後2ヶ月未満で、限られた条件で、スカンディナヴィアで観測したのはスウェーデン観測隊数隊、デンマーク観測隊1隊、フランス観測隊1隊しかなかった。また、小規模なノルウェー観測隊1隊とソ連国内の観測隊数隊は雲の影響で観測できなかった。そのうちストックホルム天文台とフランスパリ天文台の観測隊はスウェーデンヴェステルボッテン県ブラトス（Brattås）で観測し、コロナの写真とスペクトルを撮った。